# Licania roraimensis
Licania roraimensis är en tvåhjärtbladig växtart som beskrevs av Paul Carpenter Standley. Licania roraimensis ingår i släktet Licania och familjen Chrysobalanaceae. Inga underarter finns listade i Catalogue of Life.